# Johan Elof Eliasson
Johan Elof Eliasson i riksdagen kallad Eliasson i Oktorp, född 21 september 1839 i Getinge socken, Hallands län, död 15 maj 1917 i Slöinge församling, Hallands län, var en svensk lantbrukare och riksdagsman. 
Eliasson var lantbrukare i Oktorp i Slöinge socken. Han var också nämndeman, ordförande i styrelsen för Getinge med flera socknars brandstodsbolag från 1890 och i styrelsen för Mellersta Hallands Bank AB från 1901. Han var ledamot i ägodelningsrätten, kommunalordförande och landstingsman. Han var ledamot av riksdagens andra kammare för Faurås och Årstads härader i Hallands län 1892–93.